# Lophiostoma dacryosporum
Lophiostoma dacryosporum är en svampart som beskrevs av Fabre 1879. Lophiostoma dacryosporum ingår i släktet Lophiostoma och familjen Lophiostomataceae.   Inga underarter finns listade i Catalogue of Life.